# Patrapeamani
Patrapeamani war eine regierende nubische Königin, die am Anfang des vierten nachchristlichen Jahrhunderts regierte.
Patrapeamani ist nur von einer meroitischen Inschrift auf einer Opfertafel, die sich in Meroe in dem Grab Beg W309 fand, bekannt. Diese Opfertafel wird stilistisch sehr spät angesetzt. Es ist nicht sicher, ob die Tafel verschleppt wurde oder ob Beg W309 das Grab dieser Herrscherin ist. Auf der Opfertafel werden auch ihre Eltern genannt (Vater: Datiley, Mutter: [...]li). Es ist nicht ganz sicher, ob es sich bei Patrapeamani wirklich um eine Frau handelt. Patrapeamani ist jedenfalls einer der letzten bezeugten Herrscher in Meroe.